# Opius takomaanus
Opius takomaanus är en stekelart som beskrevs av Fischer 1965. Opius takomaanus ingår i släktet Opius och familjen bracksteklar. Inga underarter finns listade i Catalogue of Life.